# 五社稲荷神社 (越谷市)
五社稲荷神社（ごしゃいなりじんじゃ）は、埼玉県越谷市の神社。

## 歴史
創建年代は不明である。ただ1724年（享保9年）に神祇管領長上吉田家より「正一位」の神階が贈られていること、江戸時代後期の地誌『新編武蔵風土記稿』に掲載されていることから、少なくとも江戸時代中期には既に存在していたものと推測される。荻島村の鎮守であり、近くの玉泉院が別当寺であった。
1871年（明治4年）、近代社格制度に基づく「村社」に列せられ、1909年（明治42年）の神社合祀により、周辺の4社が合祀された。

## 交通アクセス
- 北越谷駅より徒歩16分。